# Hockey Sarzana 2020-2021
Questa voce raccoglie le informazioni riguardanti l'Hockey Sarzana nelle competizioni ufficiali della stagione 2020-2021.

## Maglie e sponsor
Lo sponsor ufficiale per la stagione 2020-2021 è Crédit Agricole Carispezia.
| 1ª divisa | 2ª divisa |

## Organico

### Giocatori
Dati tratti dal sito internet ufficiale della Federazione Italiana Sport Rotellistici aggiornato alla stagione 2020-2021.
| N° | Naz.                 | Ruolo | Sportivo               |  |  |  |
| -- | -------------------- | ----- | ---------------------- |  |  |  |
| 5  | Italia (bandiera)    | D     | Matteo Rispogliati     |  |  |  |
| 10 | Italia (bandiera)    | P     | Simone Corona          |  |  |  |
| 11 | Italia (bandiera)    | A     | Davide Borsi           |  |  |  |
| 15 | Cile (bandiera)      | A     | Alvaro Osorio Maraboli |  |  |  |
| 55 | Spagna (bandiera)    | A     | Joan Galbas Pedrol     |  |  |  |
| 57 | Italia (bandiera)    | A     | Francesco Rossi        |  |  |  |
| 58 | Italia (bandiera)    | P     | Alessio Bianchi        |  |  |  |
| 87 | Argentina (bandiera) | D     | Francisco Ipiñazar     |  |  |  |
| 88 | Italia (bandiera)    | A     | Francesco De Rinaldis  |  |  |  |

### Staff tecnico
- Allenatore:  Alessandro Bertolucci